# 田中美海
田中美海（日语：／ Tanaka Minami，1996年1月22日—）是日本女性聲優，神奈川縣出身。81 Produce所屬。身高156cm，血型A型。

## 人物
2015年，以聲優偶像團體Wake Up, Girls!成員的身分榮獲第9回聲優Award特別賞。
2017年，獲得第11回聲優獎的新人女優賞。
2022年，接替戶田惠子、比嘉久美子，成為《湯瑪士小火車》主角湯瑪士第3代聲優。
2023年11月22日宣布结婚。

## 演出作品
※粗體字為主要角色

### 電視動畫
2014年
- 戲劇性謀殺（女子A）
- Wake Up, Girls!（片山實波[5]）
- 花舞少女（哈娜·N·芳婷史坦[6]）
- 星光樂園（真中音、珠音、皮音、花音）

2015年
- 暗殺教室（岡野日向）
- 黑客人偶（夢寶美、綺羅羅公主）

2016年
- 暗殺教室 第2期（岡野日向）
- Schwarzesmarken（卡蒂亞·瓦爾特海姆）
- 魔法少女什麼的已經夠了啦。（乃彌）
- 高校艦隊（日置順子）
- 灼熱桌球娘（上矢揚利）
- 魔法少女什麼的已經夠了啦。第二期（乃彌）
- 競女!!!!!!!!（月下兔）

2017年
- 黑色推銷員NEW（磯部錦）
- 偶像時間星光樂園（真中音）
- 狂賭之淵（早乙女芽亞里）
- 異世界食堂（魔術師）
- Wake Up, Girls! 新章（片山實波）

2018年
- 爆肝工程師的異世界狂想曲（伊涅妮瑪瑪納）
- 牙鬥獸娘（戌井純）
- 卡利古拉（神樂鈴奈）
- 阿宅的戀愛太難（女性工作人員）
- 佐賀偶像是傳奇（星川莉莉）

2019年
- 狂賭之淵××（早乙女芽亞里[7]）
- 一個人的○○小日子（砂尾奈子[8]）
- 異世界超能魔術師（繆菈）
- 歌舞伎町夏洛克（城田えみり）

2020年
- 少女前線 人形小劇場 -狂亂篇-（SVD）
- 社長，戰鬥的時間到了！（托馬斯）
- 星光頻道（拉比麗）
- 小邪神飛踢'（蘭蘭）
- 憂國的莫里亞蒂（芙利塔·麥考利）
- 小碧藍幻想！（莉娜莉亞）
- 體操武士（凱蒂·張）

2021年
- 堀與宮村（中學生）
- 燒窯的話也要馬克杯（豐川姫乃）
- 佐賀偶像是傳奇 捲土重來（星川莉莉、與莉莉相似的嬰兒）
- 結城友奈是勇者 啾嚕！（楠芽吹）
- Fairy蘭丸（邪塊〈萌え〉）
- MILGRAM -ミルグラム- / アマネ「おまじない」第一審MV
- 持續狩獵史萊姆三百年，不知不覺就練到LV MAX（夏露夏[9]）
- 歌劇少女!!（みき）
- 月光下的異世界之旅（艾莉絲）
- 燒窯的話也要馬克杯 二番窯（豐川姫乃）
- 結城友奈是勇者-大滿開之章-（楠芽吹）
- BUILD DIVIDE -#000000-（ディーラーマシン、河撞凪、蕾貝卡）
- MUTEKING THE Dancing HERO（アキ）
- 鬼滅之刃 遊郭篇（服侍蕨姬的童女）

2022年
- BUILD DIVIDE -#FFFFFF-（河撞凪）
- 女忍者椿的心事（桔梗[10]）
- Healer Girl 歌癒少女（森嶋祥典）
- 歡迎來到實力至上主義的教室 2nd Season（藪菜菜美）
- 小邪神飛踢X（蘭蘭）
- 東京喵喵NEW（ハナチャ）
- 點滿農民相關技能後，不知為何就變強了。（法勒·伊絲·梅基斯〈菲莉雅〉[11]）
- 秋葉原冥途戰爭（夢千[12]）
- 被勇者隊伍開除的馭獸使，邂逅了最強種的貓耳少女（索菈[13]）
- 受讚頌者 二人的白皇（少女）
- 決鬥大師 WIN（ハコナ）

2023年
- 東京復仇者（三谷露娜）
- 百合是我的工作！（雨宮果乃子[14]）
- 魔法使的新娘 SEASON2（茉莉·聖喬治[15]）
- 無職轉生II～到了異世界就拿出真本事～（普露塞娜·亞德路迪亞[16]）
- MILGRAM -ミルグラム- / アマネ「粛清マーチ」第二審MV
- 殭屍100～在成為殭屍前要做的100件事～（殭屍6[17]）
- 放學後少年花子君（勿怪們F）
- 小邪神飛踢 世紀末篇（蘭蘭）

2024年
- 歡迎來到實力至上主義的教室 2rd Season（藪菜菜美）
- 月光下的異世界之旅 第二幕（艾莉絲[18]）
- 我要【招架】一切～反誤解的世界最強想成為冒險家～（接待小姐）
- 你與我最後的戰場，亦或是世界起始的聖戰 Season II（米福·梅沙特、店員）
- 敗北女角太多了！（溫水佳樹[19]）
- 金剛戰神U（克里斯·瑪莉亞·弗瑞德[20]）
- 星辰墜落之國的妮娜（妮娜[21]）

2025年
- 紅戰士在異世界成了冒險者（テルティナ・リズ・ワーグレイ・アヴァルロスト[22]）
- 持續狩獵史萊姆三百年，不知不覺就練到LV MAX ～其二～（夏露夏[23]）
- 使人誤解的工房主～關於原英雄隊伍的雜役人員，實際上除了戰鬥能力外全是SSS的故事～（莉潔洛特[24]）
- 破爛千金被姊姊的原婚約者溺愛著（安娜塔西亞[25]）
- 不擅吸血的吸血鬼（石川月菜[26]）

### OVA
2017年
- 高校艦隊（日置順子）

2021年
- 阿宅的戀愛太難（店員）※單行本第10卷附贈OAD特裝版
- Fate/Grand Carnival（尼托克莉斯）

### 動畫電影
2014年
- Wake Up, Girls! 七位偶像（片山實波）

2015年
- Wake Up, Girls! 青春之影（片山實波）
- Wake Up, Girls! Beyond the bottom（片山實波）

2016年
- Pripara（真中音、珠音、皮音、花音）

2020年
- 劇場版 高校艦隊（日置順子）
- 劇場版 Fate/Grand Order -神聖圓桌領域卡美洛- 前篇 Wandering; Agateram（尼托克莉斯）

2021年
- 劇場版 Fate/Grand Order -神聖圓桌領域卡美洛- 後篇 Paladin; Agateram（尼托克莉斯）

2022年
- 劇場版 異世界四重奏 ～Another World～（龐大古埃[27]）

2025年
- 凡爾賽玫瑰（瑪麗·泰蕾茲[28]）
- 劇場版 佐賀偶像是傳奇 夢銀河天國（星川莉莉[29]）
- 機動戰士GUNDAM 鐵血孤兒 獵殺兀爾德 -小小挑戰者的軌跡-（卡佳·伊諾西[30]）

### 網路動畫
2014年
- うぇいくあっぷがーるZOO!（片山實波）

2017年
- 独自生活的小学生（日语：ひとり暮らしの小学生）（铃音凛）[31]

2021年
- IDOL LAND 星光樂園（真中音）

2022年
- 狂賭之淵雙（早乙女芽亞里）

2024年
- Fate/Grand Order 搞不懂的藤丸立香 第2期（尼托克里斯）

### 遊戲
2013年
- Wake Up, Girls! 舞台的天使（片山實波[32]）

2014年
- 花舞少女 夜來舞LIVE！（哈娜·N·芳婷史坦）
- 東京七姐妹（折笠步）

2015年
- 暗殺教室 殺老師大包圍網!!（岡野日向）
- 女友伴身邊（甘露梅乃[33]）
- Schwarzesmarken 紅血的紋章（卡蒂亞·瓦爾特海姆）
- 超次元大戰戰機少女VS SEGA主機娘夢幻合體特別版（Game Gear）
- 東京後宮（大森杏）
- MIRACLE GIRLS FESTIVAL（片山實波）

2016年
- 暗殺教室 暗殺育成計劃!! （岡野日向）
- 卡利古拉（神樂鈴奈）
- Fate/Grand Order（尼托克里斯）
- 星界神話（星靈·米菲）

2017年
- 少女前線（79式、SVD狙擊步槍、謝爾久科夫）
- 天華百劍-斬-（鬼丸國綱）

2018年
- 碧藍航線（若葉、浦風）
- 閃耀幻想曲（哈娜·N·芳婷史坦、細野有美）
- 數碼寶貝ReArise（小日向真由）
- Dragalia Lost ～失落的龍絆～（艾丝蒂尔）
- 結城友奈是勇者 花結的閃耀（楠芽吹）
- Fate/Grand Order（奥特琳德）

2019年
- 高校艦隊 艦隊戰鬥大危機！（日置順子）
- 闇影詩章（慈愛的龍戦士、異端女修士·梅魯柯特、機巧槍手）

2020
- 戰雙帕彌什 (七實)
- 明日方舟 (四月)

2021年
- 月姬 -A piece of blue glass moon-（弓塚五月）
- LUNARiA -Virtualized Moonchild-（LUNAR-Q / 天宫希优）
- 蔚藍檔案（天童愛麗絲）

2023年
- 蕾斯萊莉婭娜的鍊金工房 ～忘卻的鍊金術與極夜的解放者～（伊札娜‧柯克西卡）

2024年
- 鳴潮（女漂泊者）
- 莉緹亞（艾爾之光(日服)）

2025年
- 絕區零（爱丽丝·泰姆菲尔德（第2代））

### 外語配音

#### 動畫
- 衝浪季節2：波浪狂熱（2017年，小時候的酷弟）
- 湯瑪士小火車：All Engines Go（日语：きかんしゃトーマス All Engines Go）（2022年，湯瑪士（日语：トーマス (きかんしゃトーマス)）[2][3]）
  - 湯瑪士小火車：目標！夢想中的冠軍杯（日语：きかんしゃトーマス めざせ!夢のチャンピオンカップ）（2023年，湯瑪士[34][35][36]）

### 廣播
- Wake Up, Radio!（2014年－2015年，NICONICO直播、NICONICO動畫）不定期主持人
- A&G NEXT BREAKS FIVE STARS（2015年－2019年，超!A&G+）
- Fate/Grand Order 迦勒底廣播局（2017年－，超!A&G+）
- 一個人的○○廣播小日子（2019年，音泉）[37]

### 音樂CD
聲優組合Wake Up, Girls!的活動請參考「Wake Up, Girls!」

### 角色歌
| 發售日   | 名稱                                      | 演唱名義 | 歌曲名稱                                 | 商業搭配                                     |
| 2014年   | 2014年                                    | 2014年 | 2014年                                   | 2014年                                       |
| -------- | ----------------------------------------- | --- | ---------------------------------------- | -------------------------------------------- |
| 8月27日  |                                           | 花舞少女隊                                                                                                  | 「」                                     | 電視動畫《花舞少女》片頭曲                   |
| 8月27日  | 「Dream JUMP!!」                          | 花舞少女隊                                                                                                  | 電視動畫《花舞少女》相關歌曲             |                                              |
| 10月1日  | Wake Up, Girls! 角色歌系列 片山實波       | 片山實波（田中美海）                                                                                        | 「」 「 minami ver.」                    | 電視動畫《Wake Up, Girls!》相關歌曲          |
| 10月22日 | Blooming!!／ -SEGA HARD GIRLS MIX-        | SC-3000（相澤舞）、SG-1000（芹澤優）、SC-1000II（大空直美）、Game Gear（田中美海）、robopitcher（桃野春奈） | 「 -SEGA HARD GIRLS MIX-」               | 電視動畫《世嘉硬體女孩》片尾曲               |
| 10月24日 | 花舞少女 BD、DVD第2卷特典CD               | 哈娜·N·芳婷史坦（田中美海）                                                                                 | 「 哈娜ver.」                            | 電視動畫《花舞少女》相關歌曲                 |
| 10月29日 | YOSAKOI SONG Series 貳 哈娜               | 由比濱學園國中夜來舞社 哈娜·N·芳婷史坦（田中美海）                                                          | 「」 「 哈娜ver.」                       | 遊戲《花舞少女 夜來舞Live！》插曲            |
| 2015年   |                                           | |                                          |                                              |
| 2月27日  | 花舞少女 BD、DVD第6卷特典CD               | 花舞少女隊                                                                                                  | 「花雪 花舞少女隊ver.」                  | 電視動畫《花舞少女》片尾曲                   |
| 3月27日  | 暗殺教室 BD、DVD第1卷特典CD               | 3年E組 | 「 HOLDING OUT FOR A HERO」              | 電視動畫《暗殺教室》相關歌曲                 |
| 4月22日  | 花舞少女音樂集 華鳴音女                   | 花舞少女隊                                                                                                  | 「」                                     | 遊戲《花舞少女 夜來舞Live！》插曲            |
| 5月29日  | 暗殺教室 BD、DVD第3卷特典CD               | 3年E組 | 「」                                     | 電視動畫《暗殺教室》相關歌曲                 |
| 8月14日  | 主題曲CD                                  | ／甘露梅乃（田中美海）                                                                                      | 「」                                     | 《》主題曲                                   |
| 9月25日  | 暗殺教室 BD、DVD第7卷特典CD               | 3年E組 | 「BOY MEETS GIRL」                       | 電視動畫《暗殺教室》相關歌曲                 |
| 12月28日 | /Twinkle Collector                        | FIVE STARS                                                                                                  | 「」 「Twinkle Collector」               | 廣播節目《A&G NEXT BREAKS FIVE STARS》主題曲 |
| 2016年   |                                           | |                                          |                                              |
| 1月27日  | -TOKYO HAREM ver.-                        | TOKYO HAREM                                                                                                 | 「 –TOKYO HAREM ver.-」                  | 遊戲《東京後宮》主題曲                       |
| 1月27日  | -TOKYO HAREM ver.-                        | 大森杏（田中美海）                                                                                          | 「 –大森杏（田中美海） ver.-」           | 遊戲《東京後宮》相關歌曲                     |
| 2月24日  |                                           | Zähre | 「」                                     | 電視動畫《Schwarzesmarken》片尾曲            |
| 2月24日  | 「」                                      | Zähre | 遊戲《Schwarzesmarken 紅血的紋章》片尾曲 |                                              |
| 3月2日   | Hacka Song 3號                            | 綺羅羅公主（田中美海）                                                                                      | 「」                                     | 電視動畫《駭客娃娃 THE Anima～tion》相關歌曲         |
| 3月25日  | Wake Up, Best! 2                          | mip'o（田中美海）                                                                                           | 「End of endless」                       | 動畫電影《Wake Up, Girls! 青春之影》相關歌曲 |
| 3月25日  | Wake Up, Best! 2                          | 片山實波（田中美海）                                                                                        | 「」                                     | 電視動畫《Wake Up, Girls!》相關歌曲          |
| 3月25日  | Schwarzesmarken BD第1卷特典CD             | 凱蒂亞（田中美海）                                                                                          | 「 凱蒂亞 ver.」                         | 電視動畫《Schwarzesmarken》片尾曲            |
| 7月27日  | Never Ending Fantasy ～GRANBLUE FANTASY～ | 蒂安莎（水瀨祈）、莉娜莉亞（田中美海）、哈莉艾（小倉唯）、吉歐拉（高橋未奈美）、坎娜（內山夕實）            | 「Never Ending Fantasy」                 | 遊戲《碧藍幻想》相關歌曲                     |
| 9月28日  | 暗殺教室 Best Album ～Music Memories～    | 3年E組 | 「」                                     | 電視動畫《暗殺教室》插入曲                   |
| 9月28日  | Wake Up, Girls! 角色歌系列2 片山實波      | 片山實波（田中美海）                                                                                        | 「」 「HIGAWARI PRINCESS」               | 電視動畫《Wake Up, Girls!》相關歌曲          |
| 11月6日  | LIVE DAM COMPANY MUSIC PARTY vol.01       | 舞川瑞樹（吉岡茉祐）、桐山花蓮（田中美海）                                                                  | 「One×One」 「STAR LIGHT」               | 網路節目《LIVE DAM COMPANY》相關歌曲         |
| 11月25日 |                                           | 雀原中學桌球社                                                                                              | 「」                                     | 電視動畫《灼熱的桌球娘》片頭曲               |
| 11月25日 | 「」                                      | 雀原中學桌球社                                                                                              | 電視動畫《灼熱的桌球娘》插入曲           |                                              |
| 11月30日 | Schwarzesmarken Music Collection          | Zähre | 「Our Hands」 「Last Desire」            | 遊戲《Schwarzesmarken 殉教者們》片尾曲       |
| 2017年   |                                           | |                                          |                                              |
| 1月25日  | 灼熱的桌球娘 雙打歌曲系列1 心和&揚利      | 旋風心和（花守由美里）、上矢揚利（田中美海）                                                                | 「」 「 心和&揚利ver.」                  | 電視動畫《灼熱的桌球娘》相關歌曲             |
| 1月27日  | 灼熱的桌球娘 BD、DVD第2卷特典CD           | 上矢揚利（田中美海）                                                                                        | 「future」                               | 電視動畫《灼熱的桌球娘》相關歌曲             |
| 2月22日  | 灼熱的桌球娘 組合歌曲系列1 心和&揚利&北斗 | 旋風心和（花守由美里）、上矢揚利（田中美海）、出雲北斗（桑原由氣）                                          | 「」 「成長期STARS 心和&揚利&北斗 ver.」 | 電視動畫《灼熱的桌球娘》相關歌曲             |
| 2019年   |                                           | |                                          |                                              |
| 5月29日  |                                           | 一里波知（森下千咲）、砂尾奈子（田中美海）、本庄亞琉（鬼頭明里）、蘇朵嘉·拉琪塔（黑瀨優子）                 | 「」                                     | 電視動畫《一個人的○○小日子》片頭曲           |

## 腳註

### 出處
1. ↑  .   [2016-03-12]. （原始内容存档于2015-03-25） （日语）.
2. 1 2  . 2022-09-23  [2022-09-23]. （原始内容存档于2022-09-29） （日语）.
3. 1 2  . 2022-09-23  [2022-09-23]. （原始内容存档于2022-11-26） （日语）.
4. ↑  . ORICON NEWS. oricon ME. 2023-11-22  [2023-11-22]. （原始内容存档于2023-12-04）.
5. ↑  .   [2014-02-21]. （原始内容存档于2014-02-03）.
6. ↑  .   [2014-04-13]. （原始内容存档于2014-04-13）.
7. ↑  . 電視動畫「狂賭之淵××」官方網站.   [2018-08-22]. （原始内容存档于2018-08-10）.
8. ↑  . 電視動畫「一個人的○○小日子」官方網站.   [2018-08-27]. （原始内容存档于2018-08-27）.
9. ↑  . Natalie. 2019-10-19  [2021-02-15]. （原始内容存档于2021-02-05） （日语）.
10. ↑  @tsubaki_anime.  (推文). 2022-03-26  [2022-03-26] –Twitter （日语）.
11. ↑  . Comic Natalie. 2022-05-25  [2022-05-25]. （原始内容存档于2022-05-25） （日语）.
12. ↑  . Comic Natalie. 2022-08-26  [2022-08-26]. （原始内容存档于2022-09-22） （日语）.
13. ↑  . MANTANWEB. 2022-08-07  [2022-08-07]. （原始内容存档于2022-08-14） （日语）.
14. ↑  . Comic Natalie. 2022-11-11  [2022-11-11]. （原始内容存档于2022-11-11） （日语）.
15. ↑  . Comic Natalie. 2023-02-09  [2023-02-09]. （原始内容存档于2023-03-15） （日语）.
16. ↑  . MANTANWEB. 2023-08-02  [2023-08-02]. （原始内容存档于2023-08-03） （日语）.
17. ↑  . MANTANWEB. 2023-08-26  [2023-08-26]. （原始内容存档于2023-08-27） （日语）.
18. ↑  . Comic Natalie. 2023-10-25  [2023-10-25]. （原始内容存档于2023-10-25） （日语）.
19. ↑  . Comic Natalie. 2024-06-09  [2024-06-09]. （原始内容存档于2024-06-12） （日语）.
20. ↑  . Comic Natalie. 2023-11-16  [2023-11-16]. （原始内容存档于2023-11-17） （日语）.
21. ↑  . Comic Natalie. 2023-11-30  [2023-11-30]. （原始内容存档于2023-12-02） （日语）.
22. ↑  . Comic Natalie. 2024-08-09  [2024-08-09]. （原始内容存档于2024-09-01） （日语）.
23. ↑  . Comic Natalie. 2024-03-09  [2024-03-09]. （原始内容存档于2024-03-11） （日语）.
24. ↑  . Comic Natalie. 2024-10-18  [2024-10-18] （日语）.
25. ↑  . Comic Natalie. 2025-05-23  [2025-05-23] （日语）.
26. ↑  . Comic Natalie. 2025-02-04  [2025-02-04] （日语）.
27. ↑  . Comic Natalie. 2022-03-18  [2022-03-18]. （原始内容存档于2022-03-20） （日语）.
28. ↑  . Comic Natalie. 2025-01-31  [2025-01-31] （日语）.
29. ↑  . Comic Natalie. 2025-04-25  [2025-04-25] （日语）.
30. ↑  . Comic Natalie. 2025-07-25  [2025-07-25] （日语）.
31. ↑  . 搜狐. 2017年8月29日  [2017年12月5日]. （原始内容存档于2017年12月6日）.
32. ↑  . Wake Up, Girls! ステージの天使 公式サイト.   [2014-05-25]. （原始内容存档于2014-10-15）.
33. ↑  . 電撃オンライン.   [2015-11-19]. （原始内容存档于2015-11-19）.
34. ↑  . animate Times（日语：アニメイトタイムズ） (animate). 2022-09-23  [2022-09-23]. （原始内容存档于2022-10-06） （日语）.
35. ↑  . 2022-09-23  [2022-09-23]. （原始内容存档于2022-10-04） （日语）.
36. ↑  . 2022-09-23  [2022-09-23]. （原始内容存档于2022-11-26） （日语）.
37. ↑  . 音泉.   [2019-04-03]. （原始内容存档于2019-04-03）.

## 外部連結
- 所属事务所官方资料 （页面存档备份，存于）（日語）
- 田中美海的X（前Twitter）（日語）
- 田中美海的Instagram帳戶（日語）